# Hyojong
Hyojong (koreanisch: 효종) (* 3. Juli 1619, Hanseong, Joseon; † 23. Juni 1659, ebenda) war während seiner Regierungszeit von 1649 bis 1659 der 17. König der Joseon-Dynastie (조선 왕조) (1392–1910) in Korea.

## Leben
Hyojong war der zweite Sohn von König Injo (인조), der im Mai 1649 verstarb und er über die zuvor geregelte Thronfolge die Macht an Hyojong übergab. Hyojong bekam als Prinz zunächst den Namen Bongnim-daegun Ho (봉림대군 호) und wurde nach dem verlorenen Krieg im Jahr 1637 gegen die Mandschuren und der Unterwerfung seines Vaters unter dem mandschurischen Herrscher Huang Taiji (chinesisch 皇太極) zusammen mit seinem Bruder Sohyeon (소현) den Kriegsgewinnern als Geisel und Pfand für das Versprechen der Treue gegenüber dem mandschurischen Kaiserreich ausgeliefert. Hyojong verbrachte damit acht Jahre als Geisel in der Mandschurei.
Nachdem Hyojongs Bruder Sohyeon, der als Kronprinz als Thronfolger vorgesehen war, ein Jahr nach ihrer Befreiung aus der Gefangenschaft im Jahr 1646 verstarb, trat Hyojong nach dem Tod seines Vaters am 13. Mai 1649 in einer feierlichen Zeremonie am Injo-Tor des Cheongduk-Palast (청둑궁) seine Thronfolge an. Kurz nach seiner Amtseinführung setzte er das Daedong-Gesetz (대동) durch, das Reis auch als Steuerzahlung anerkannte und Sangpyeongtongbo (상평통보) als Zahlungsmittel und Währung einführte. Auch schmiedete er nach seiner Machtübernahme Pläne, das ihm verhasste Qing-Reich der Mandschuren anzugreifen und hoffte dabei auf Unterstützung durch die Loyalisten des den Mandschuren unterlegenen Ming-Reichs, die sich noch auf der Insel von Taiwan aufhielten. Doch auch sie mussten sich den Mandschuren ergeben und so konnte König Hyojong, obwohl er vieles dafür tat seine Armee zu verstärken, zu Lebzeiten sein Volk nicht aus der Unterjochung durch das mandschurische Reich befreien. So versuchte er als Beispiel die Bewaffnung zu verbessern und beauftragte unter anderem 1656 den niederländischen Seemann Hendrik Hamel (1630–1692), nachdem sein Schiff vor der Insel Jejudo (제주도) unterging und gefangen genommen wurde, mit der Herstellung besserer Kanonen für die Armee Joseons.
Während seiner kurzen Regentschaft nahm die Bevölkerung Joseon wegen mehrfacher schlechter Ernten und grassierender Krankheiten rapide ab. König Hyojong starb am 23. Juni 1659 nach nur zehn Jahren Amtszeit. Sein Sohn Hyeonjong (현종) übernahm damit durch die Thronfolge die Amtsgeschäfte.

## Grabstätte
Das Grab des Königs, in dem auch seine Frau Königin Inseon (인선) beerdigt wurde, befindet sich in der Stadt Yeoju (여주) in der Provinz Gyeonggi-do (경기도).